# Бајазит I
Бајазит I Муњевити (тур. بايزيد اول, Beyazıt Yıldırım; око 1360 — Акшехир, 8. март 1403) је био четврти султан (владар) Османског царства. Владавина му је трајала од 1389. до 1402. године. Отац му је био султан Мурат I, а мајка Хатун Гулчичек. Султан Бајазит I је направио једну од највећих армија током тада познатог света и неуспешно је опседао Константинопољ.
Успешно је поразио крсташе у бици код Никопоља 1396. године, али је био поражен и заробљен од стране кана Тимура у Бици код Анкаре 1402. године и умро је у заробљеништву у марту 1403. године. Иако је волео да своје слободно време проводи у харему, новац, алкохол и забавља се са женама − султан Бајазит I се сматра за једног од успешнијих турских султана. Учествовао је у 4 велике и врло битне битке у османској историји, на Косову, на Ровинама, код Никопоља и код Ангоре.

## Детињство и младост
Бајазит је био најстарији син султана Мурата I и његове супруге султаније Гулчичек Хатун. Још као дечак, био је ратнички настројен, увек спреман да оде у рат. Бајазит је одрастао са веома великим војним искуством, а сматра се да није био у најбољим односима са браћом која су била млађа од њега. Када је напунио 21 годину, отац га је именовао за намесника Амасије, и самим тим постао је један од наследника престола. Бајазит се око 1384. године оженио са Девлет Хатун, која је била мајка Бајазитовог престолонаследника Мехмеда I.

## Почетак владавине
Упркос погибији султана Мурата I на Косову, није било потешкоћа при промени власти. Умирући, султан Мурат I је за наследника одредио свог најстаријег сина Бајазита, који је учествовао у бици. Именован од стране свога оца, нови емир је имао прилику да одмах преузме власт. Ипак, решио је да се отараси свога брата Јакуб Челебије, те је наредио да га убију.
Султан Бајазит I је био веома снажна личност, како открива и његов надимак "Муња" (тур. Yildirim).
Са тридесет и пет година, он се већ био доказао: послат је око 1381. године за намесника у некадашњу покрајину Гермијан, водио је рачуна о западним интересима царства и истакао се у борби. Зна се да је увек био активан и предузетан. Васпитаван са свешћу да је син моћног султана, не знајући за неуспех, био је свестан своје величине. У сопственим очима био је много више него само вођа газија. Према хришћанским вазалима више се понашао као владар него као борац за веру. Он јесте водио Свети рат, али је себе пре свега сматрао моћним владаром. Због тога је крајем 1394. године, када је био и господар Румелије и западне Анадолије, тражио од абасидског калифа у Каиру да га именује за султана Рума, несумњиво вођен жељом или сном да обнови универзално Римско царство под једним муслиманским жезлом.
Интелигентан, предузимљив и брз, отвореног духа, али и доминантна личност, која није водила много рачуна о мишљењу других: таква је била слика султана Бајазита I у непоузданом огледалу историје.

## Операције у Анадолији
Брзо се показало да је царство које је оставио султан Мурат I веома крхко. Да би избегао да непријатно изненади муслимане, показавши да није способан да трајно задржи територије караманског емира Алаудина, султан Мурат I је одлучио да буде обазрив према њему. Одатле је дошла опасност: искористивши одсуство султана Мурата I, који је био заузет у Европи, емир Алаудин је окупио око себе већину анадолских бегова, моћног Кади Бурханедина из Сиваса, господаре Сарухана, Гермијана, Ментешеа и Хамиделија, који су кренули у офанзиву. Јакуб-бег из Гермијана вратио је територије које је предао свом зету султану Бајазиту I 1387. године, Кади Бурханедин је заузео Киршехир, док је емир Алаудин заузео Бејшехир и упутио се ка Ескишехиру.
Султан Бајазит I је, дакле, морао да реагује чим је ступио на престо. Прешавши у Бурсу, окупио је војску. Помоћне хришћанске трупе играле су значајну улогу, јер су му у помоћ притекли цар Манојло II и цар Јован VII Палеолог, као и кнез Стефан Лазаревић на челу српских трупа. Бег Сулејман Џандарли владао је у Кастамонуу, и такође се придружио Османлијама, које су га подржале у борби против његовог оца. Султан Бајазит I је започео освајања у зиму 1389-1390. године. Поред Филаделфије (Алашехир), последњег византијског поседа у Анадолији, који је заузет крајем 1390. године, припојио је области Сарухана, Ајдина, Ментешеа, Хамиделија и Гермијана. Сем Смирне, која је остала у рукама витезова Хоспиталаца са Родоса, читава западна обала Мале Азије прешла је под контролу Османлија. У мају 1390. године, Бајазит је потврдио привилегије које је емир Ефеса и Милета раније доделио Млечанима, јер су им та места служила као полазиште за нападе на хришћанска острва.
Прави противник остао је емир Алаудин из Карамана. У јесен, султан Бајазит I је поново освојио Бејшехир и опсео Конију. Освојена су и места Нигде, Акшехир, Аксарај, али се ситуација нагло променила. Велики успеси Османлија забринули су бега Џандарлија јер је уједињење Анадолије под османским жезлом, које је узело маха, угрожавало његов беглук. Стога му се учинило повољнијим да поништи савезништво, те се приближио Кади Бурханедину, са којим је склопио антиосмански савез и започео преговоре око пружања помоћи Караманлијама. Та опасност је без сумње довела до тога да султан Бајазит I склопи примирје са побеђеним емиром Алаудином. Према склопљеном договору, задржао је територије освојене током године, а емир Алаудин је задржао власт источно од Чаршамбе.

## Ситуација у Византији
Султан Бајазит I се вратио да проведе зиму у Бурси, још увек у пратњи два византијска принца. Након смрти цара Андроника IV, у јуну 1385. године, његов син, Јован VII, који је преузео на себе остварење очевих намера, добио је снажну помоћ Ђеновљана. Нови османски султан, који је имао намеру да освоји Цариград, видео је у тим унутрашњим борбама прилику да оснажи свој утицај. Тако је уз помоћ Ђеновљана, али и султана Бајазита I, Јован VII, подржан од османске војске, кренуо ка престоници. Ушао је у град 13. априла 1390. године, приморавши свог деду цара Јована V (коме се придружио његов син деспот Манојло) да се повуче у тврђаву на Златном рогу.
Иако се чинило да је цар Јован VII учврстио своју власт, он није успео да избаци старог владара из његовог склоништа. Деспот Манојло је успео да побегне и да окупи флоту, која му је омогућила да притекне у помоћ своме оцу. Узурпатор је савладан 17. септембра 1390. године. Османлије нису биле непосредно заслужне за ту победу, међутим, она не би била могућа без прећутне Бајазитове подршке. Њему је требало исплатити дуг, јер је он увек могао да угрози цара Јована VII. Деспот Манојло је такође био обавезан да обавља војну службу. У османској војсци, он је био талац колико и вазал: претњама деспоту Манојлу, султан Бајазит I је издејствовао код цара Јована V урушавање утврда на тврђави на Златном рогу. Притисак Османлија се појачавао. Цар Јован V се затворио у своју палату, где је и умро 16. фебруара 1391. године.
Пошто је сазнао за новост, деспот Манојло се ослободио и преузео власт у Цариграду. Султан Бајазит I, и поред гнева који је осећао, примио је то као свршену ствар, али није попуштао притисак. Василевс Манојло II остао је вазал, обавезан на војну службу и плаћање трибута. Султан Бајазит I је инсистирао да се у граду издвоји посебан део за османске трговце, као и да се постави кадија. Коначно је договорено да се власт византијског цара ограничи само на град унутар зидина. Тешко је установити да ли је од тог времена кадија био стално присутан у Цариграду, али је сигурно да је 8. јуна 1391. године, цар Манојло II напустио престоницу како би учествовао у Бајазитовом походу у Анадолији.

## Нови походи у Анадолији
Поход из 1390. године против емирата Карамана указао је на опасност коју је представљао џандарлијски емир. Почетком лета 1391. године, да би отклонио ту опасност, султан Бајазит I је кренуо ка емирату Кастамонуу. У јуну је постао господар емирата, чији је владар, емир Сулејман II, убијен. Осим Синопа, који је остао у рукама брата емира Сулејмана II, Османлије су својој држави припојиле читав џандарлијски емират.
Султан Бајазит I је затим предузео низ похода са намером да учврсти свој утицај у Анадолији, као и да ограничи утицај Кади Бурханедина из Сиваса, који је вероватно кренуо у помоћ Сулејмановој држави, када је објављена вест о његовој смрти. Султан Бајазит I је, дакле, кренуо ка истоку, ка Бафри и Самсуну, окупљајући милом или силом локалне владаре, а затим је кренуо на југ, ка Османџику, где је желео да обезбеди предају Амасије. То је изазвало Кади Бурханедина, јер се све то одвијало у његовој сфери утицаја. Пошто договор није био могућ, непријатељства су настављена, али је сасвим извесно да није било велике битке, пошто је господар Сиваса одлучио да се повуче пред много моћнијом османском војском. Победа код Чорумлуа, коју му приписује његов биограф Ибн Ардашир, била је само један окршај. Што се тиче малих обласних господара династија Ташан у Мерзифону, Таџудин у Чаршамби, те емира Бафре и оног Амасије, они су стали уз султана Бајазита I. Све у свему, поход у Анадолији, који се завршио усред зиме 1391. године, био је успешан. Али, османска власт није била у потпуности успостављена у Малој Азији, јер су против султана Бајазита I били Кади Бурханедин и емир Алаудин од Карамана.
Укратко, чини се да је султан Бајазит I најпре хтео да отклони опасност од Џандарлија. Османлије су желеле да нападну Синоп са мора 1392. године, и због тога су основале флоту. Да ли због мера које су предузели узнемирени Млечани или услед угарске опасности на Дунаву, султан Бајазит I је одустао од свог анадолског похода.

## Напредовање у Румелији (1393—1396)
После Косовске битке, пошто је султан Бајазит I био заузет у Малој Азији, османски заповедници граница настојали су да учврсте османске територије у Европи. Паша Јигит је потчинио Србина Вука и сместио се у Скопљу (турски Ускуб), које је заузето 1391. године; Фируз-бег и Лала Шахин водили су нападе у правцу Албаније. У периоду 1393-1395. године, Османлије су настојале да ухвате Страцимировића, феудалног господара који је владао северном половином земље, а који је прешао на страну Млечана. Млечани су тек заузели Љеш и Драч (1393. године) и Дривласт (1396. године), док су Османлије покушавале да привуку локалне господаре додељивањем тимара. Уочава се постављање османске администрације у земљи: постављају се кадије, санџак-бег, спахије. Евренос-бег је покорио Тесалију.
Али ситуација није била баш блистава, а према проценама, највећа опасност претила је османском протекторату у Бугарској. Војвода Мирча I, влашки владар, под угарским заштитништвом заузеo је Добруџу и Силистру, на десној обали доњег Дунава. Угри су желели да заузму Видин. Султан Бајазит I је одмах реаговао, те је након освајања престонице Трнова (17. јул 1393. године) дунавска Бугарска пала под директну власт Османлија, док се цар Јован Шишман повукао у Никопољ, као османски вазал. Затим је султан Бајазит I отерао војводу Мирчу I из области које је он недавно освојио.
Када се ситуација стабилизовала, султан Бајазит I је проценио да је потребно да потврди своју снагу и задао је велики ударац у зиму 1393-1394. године. Тај занимљив догађај одиграо се у Серу, где је султан Бајазит I одвојено позвао све своје хришћанске вазале. Остављени њему на милост и немилост, вазали су морали да буду забринути, нарочито јер их је дочекала мучна сценографија. Деспота Теодора I Палеолога, деспота Мореје, оптужио је Мамонас, господар Монемвасије, одбацивши своје вазалство према њему. Док су се вазали узајамно оптуживали, султан Бајазит I је претио да ће их све побити. Ипак, изузев деспота Теодора I, кога султан није хтео да пусти док не преда више градова, сви други вазали су се слободно вратили у своје области. Међутим, иако је султан Бајазит I потврдио своју власт, овај догађај представља и крај византијског потчињавања, јер се цар Манојло II, гневан и решен да више не попушта, окренуо Западу.
Случај са Мамонасом показао је колико је безначајним султан Бајазит I сматрао деспота Теодора I Палеолога, јер је деспота Мореје ставио у исту раван са Мамонасом, чијим се сизереном деспот Теодор I сматрао. За султана Бајазита I, феудални поседи као Монемвасија зависили су само од њега, те је кренуо на пут ка Тесалији, задржавши деспота Теодора I као затвореника, кога није желео да пусти пре предаје тог града. Али, када је од деспота Теодора I захтевана предаја Аргоса, овај је успео да побегне и стигне до Мореје. Султан Бајазит I се задовољио слањем казнене експедиције на Пелопонез. Тада је припојио латинско војводство Салону (Амфису).
Султан Бајазит I је дакле препустио деспота Теодора I његовој судбини, да би започео опсаду Цариграда у пролеће 1394. године. Узрок те промене у стратегији остао је непознат. Да ли је борбу напустио очекујући очајнички отпор? Да ли су га први знаци опасности који су долазили од Тимура навели да промени правац, те да остане под Цариградом, када је знао да је источњачки освајач кренуо пут Индије? То је била прилика да се искористи непријатељство са царем Манојлом II да оствари свој прави сан и освоји град. Први су се напади разбили о јаке византијске зидине и започела је опсада која ће трајати до краја Бајазитове владавине. Цар Манојло II, који је успео да се одупре, затражио је помоћ од хришћана са Запада. Венеција је могла да му пошаље појачање, будући да Османлије још увек нису господариле морем.
Византија је у сваком случају издржала. Деспот Теодор I је поново освојио Монемвасију (јул-август 1394. године) уз помоћ Млечана, којима је препустио Аргос 27. маја. Али, његове препирке са наследником атинског војводе, Карлом Током, пружиле су прилику за интервенције Евреносу, јер су га Латини позвали у помоћ. Деспот Теодор I је поражен почетком 1395. године. Ипак, чим су Османлије напустиле Мореју, он је поново овладао ситуацијом.
Султан Бајазит I се упутио на поход против Влашке. Уз помоћ својих српских вазала, ушао је у ту земљу. После неизвесне битке на Ровинама, 17. маја 1395. године, војвода Мирча I, савезник Угара, морао је да се преда. Затим је османски владар марширао у Никопољ, где је наредио да се убије цар Јован Шишман Срацимировић, 3. јуна 1395. године. Добруџа је пала под османску власт. Османски гарнизони су контролисали прелазе преко Дунава. Није било више тампон држава између прве католичке државе, Угарске и Османског царства.

## Крсташки поход на Никопољ
Жигмунд, краљ Угарске, био је веома забринут због надирања Османлија и деловао је уз помоћ Запада. Венеција се показала мудра и, прихвативши да наоружа флоту која ће затворити мореузе, остала је у миру са Османлијама, одржавала је добре односе и трговала са њима. Француска је пак кренула у крсташки поход, којим је желела да стигне до Свете земље. Са своје стране, цар Манојло II морао је да наоружа десет галија за рачун краља Жигмунда Луксембуршког, кога су такође подржали витезови Хоспиталци са Родоса и бургундски коњаници на чијем челу је био војводин наследник лично. Моћна војска окупила се у Будиму. Краљ Жигмунд је желео да привуче Османлије, те да их измори дугачким маршом. Французи су, непромишљено, издејствовали да их одмах нападну. Војска је кренула крајем августа, спустивши се долином Дунава све до Видина, који је бранио цар Страцимир, бугарски вазал Османлија. Град је пао. Затим је дошао ред на Рахову, чије је становништво немилосрдно побијено.
Почетком септембра 1396. године, крсташи су започели блокаду Никопоља. Султан Бајазит I, коме се успут придружио владар Србије кнез Стефан Лазаревић Хребељановић, кренуо је да их пресретне. Битка се одиграла 26. септембра 1396. године. Био је то велики пораз хришћана, за који највише носе одговорност француски коњаници који су ратовали на застарели начин. Начинивши исту грешку као код Кресија, кренули су у напад. Претходница и прве османске линије предале су се, али то је био маневар којим је султан Бајазит I навео француску коњицу да се заглиби и исцрпи, па ју је зауставила и разбила елита њених трупа, окупљена око њега на врху једног брежуљка. Османска коњица је потом искористила панику која је захватила Французе. Када се видело да се пораз не може избећи, Власи на челу са војводом Мирчом I и Трансилванци на челу са војводом Седмоградске напустили су Угре и Немце, придруживши се Османлијама, које су управо задобиле подршку кнеза Стефана Лазаревића. Тај пораз који се дуго памтио охладио је ватрене жеље Француза да започну крсташки поход. Већина заробљеника је убијена, док су други узети у службу или задржани ради откупа. То је створило прилику за успостављање првих дипломатских односа између краљевине Француске и Порте.
Та велика победа повећала је престиж Османлија и учврстила њихов положај на Балкану. Они су, од тог времена, владали читавом Бугарском, чија је последња независна територија, Видин, пала у њихове руке. Угри и западњаци били су толико уздрмани да су им оставили слободне руке на Балкану. У то доба, Османлије су се учвршћивале у Албанији. Одмах су поново кренули ка Мореји, коју су њихове трупе освојиле у лето 1397. године, по наређењу Тимурташа и Јакуб-паше. Стигли су 3. јуна до Аргоса, где су извршили покољ становништва, а затим су опколили, без успеха, Леонтарион и Коринт. Деспот Теодор I се обратио Млечанима, који су одбили да се излажу опасности, а потом витезовима Јовановцима са Родоса, којима је најпре 1397. године понудио Коринт, а затим 1399. године предају читаве деспотовине. До тога је заиста и дошло, иако је деспот Теодор I себи задржао право откупа, које је касније искористио. Од тада је присуство хоспиталаца, латинских витезова, које је православно становништво тешко прихватило, штитило деспотовину од упада Османлија.
А што се тиче самог Цариграда, његова опсада је поново започела. Овог пута, султан Бајазит I је напао и Ђеновљане из Галате. Али, Османлије још нису имале могућност да победе, како због неосвојивих зидина, тако и због задивљујуће храбрости бранилаца. Султанов притисак је ослабио 1397. године, али је он наставио са блокадом. Као и његов брат деспот Теодор I, цар Манојло II није имао другог избора сем да се окрене западним силама. Најзначајнији одговор дошао је од Шарла VI, краља Француске, који је у лето 1399. године послао 1200 људи под командом Јована Неверског, маршала Бусикоа, прекаљеног борца из битке код Никопоља. Та помоћ је омогућила значајне походе, као онај до Никомедије (Измита). Али, Византији је била потребна значајнија помоћ, и то првенствено финансијска. Цар Манојло II је стога решио да крене у Француску крајем 1399. године, препуштајући власт свом синовцу и некадашњем непријатељу цару Јовану VII. Вратио се тек у јуну 1403. године, без икаквих чврстих обећања. Блокада се наставила и за време Јованове владавине. Али, тај некадашњи Бајазитов савезник био је изложен јаком притиску султана и чини се да је морао да му преда Селимврију (Силиври) и све територије extra muros. Цар Јован VII бранио је град како је најбоље могао. Али, 1402. године, изгубивши сваку наду, обећао је султану Бајазиту I да ће предати град, ако овај победи кана Тамерлана (Тимура који је носио надимак Ћопави, тур. lenk, отуда на Западу искривљена верзија његовог имена Тамерлан, прим. прев.). Византија је са њим имала добре односе још од времена цара Манојла II, засноване на заједничком непријатељству против Османлија, и њихов пораз је истог тренутка променио ток историје.

## Последњи походи у Анадолији
Емир Карамана, Алаудин, сасвим природно, искористио је одсуство свог османског супарника, који је био заузет у Европи. Након што је поново освојио територије препуштене по претходном договору, прешао је у офанзиву, напредујући ка Анкари и Бурси. Султан Бајазит I се поново упутио против њега. Овога пута био је решен да иде до краја, сигуран у своје залеђе у Европи. Поражен, емир Алаудин је нашао уточиште у Коњи, чији су га становници предали султану Бајазиту I. СултанБајазит I је наредио да га убију, те је припојио Караман, у јесен 1397. године. То је био почетак коначног освајања Анадолије, где је, нестанком са сцене емирата Карамана, нестала и последња препрека османском напредовању. Територије Кади Бурханедина освојене су 1398. године. Његова престоница, Сивас, представљала је изврсно полазиште за друге походе.
Кан Тимур се 1399. године поново појавио у тој области. Забринути, господар Багдада и Кара Јусуф, емир емирата Каракојунлулар (тур.- "Црни Ован") који су се налазили североисточно од Анадолије, гурнули су Османлије против локалних Тимурових присталица. Сулејман, најстарији Бајазитов син, био је задужен да води операције у Јерменији и у долини Еуфрата, где се потчинило више градова. Позван да се појави пред османским двором и да плаћа данак, покорио се Тахир-тен, који је владао у Ерзинџану и Ерзеруму. Али, убрзо се код свог заштитника кана Тимура придружио анадолским беговима, које је султан Бајазит I опљачкао.
Око азијског освајача окупио се читав антиосмански савез, који су чинили емирИ Ајдина, Сарухана, Ментешеа и Гермијана. Они нису били једини који су кренули у борбу против султана Бајазита I: кан Тимур је примио дипломате цара Манојла II Палеолога, као и краља Шарла VI Валоа, краља Француске, заштитника Ђеновљана, који би све изгубили поразом код Цариграда. Охрабрени од Млечана, они су такође наговарали освајача да крене у поход. Да ли је то било довољно за успех? На челу Турака из Трансоксијане, кан Тимур Гурхан, на Западу познат као Тамерлан, изнова је почео да осваја монголске територије. Турчин и муслиман, он је ујединио велику територију, која се простирала од Индије до Месопотамије, у којој је владајућа религија био ислам, али је у томе царству, организованом на универзалистичким основама, била омогућена слободна трговина. Кан Тимур је оклевао да нападне Османлије: тај удаљени султанат био му је мање важан од Сирије и Светих места.
Али иако је Бајазитова слава газија била вредна поштовања, кан Тимур није могао да поднесе провокације које је османски султан упућивао његовим штићеницима. Монгол није признавао предају Ерзинџана и захтевао је да се анадолски емирати врате легитимним владарима, као и да му се преда Кара Јусуф, емир емирата Кара Конјунлулар. Како је султан Бајазит I одбио да то изврши, кан Тимур је сматрао како му мора одржати лекцију: то је била сврха похода из 1400. године. Османски господар је желео да избегне директан сукоб, па је ради контранапада пропустио Тимурове трупе да се удаље од своје базе. Монголи су на препад заузели Ерзинџан и побили становништво које је населио султан Бајазит I. Затим су започели опсаду Сиваса, чија се тврђава предала 26. августа 1400. године. Освета је била сурова: зидине су у потпуности разорене, војници гарнизона побијени, становништво побијено или депортовано. Затим се кан Тимур окренуо свом првобитно циљу, освајању Сирије, одузимајући од Османлија тврђаве на обали Еуфрата. У септембру су источне области Бајазитовог султаната биле покорене. Кан Тимур је кренуо ка Алепу.
Када је непријатељ сазнао да је заузео Сирију и Месопотамију, султан Бајазит I је кренуо у поход да поново освоји десну обалу Еуфрата. Кан Тимур је послао војску, и започели су тешки преговори. Баш у то време, емир Кара Јусуф, Бајазитов штићеник, кренуо је на пљачкашки поход и напао, можда баш ради провокације, караван који је ишао за Меку. За кана Тимура, то је било недопустиво. Преко изасланика које му је султан Бајазит I послао у зиму 1401-1402. године, тражио је од њега да казни емира Кара Јусуфа. Не добивши никакав одговор, 16. фебруара 1402. године, кренуо је у поход, стигавши без потешкоћа до Сиваса, који је заузео. Тамо је сазнао да је султан Бајазит I одбио његове захтеве. Од тог тренутка, рат се није могао избећи.

## Битка код Анкаре
Када је сазнао да кан Тимур стиже, султан Бајазит I је напустио опсаду Цариграда и отишао за Бурсу. Страхујући од акције лиге коју су створили Млечани, оставио је девет галија у Галипољу и наоружао флоту од двадесет бродова. Против непријатеља са истока окупио је све своје снаге: војску из Анадолије, са трупама из Ајдина, Сарухана, Каресија, Хамида, Текеа, Карамана, Гермијана и Сиваса, потом трупе из Румелије које су се налазиле на Галипољу и пред византијским зидинама. Били су позвани тимари и вазални хришћански владари. Увећавајући се дуж пута, османска војска се упутила ка Анкари. Тамо су сазнали да се непријатељ упутио у правцу Токата. Султан Бајазит I се повукао у шумовите пределе, одакле је планирао да измори непријатеља. Желећи да избегне низ мањих сукоба, кан Тимур је променио план, стигавши најпре у Кајсери, а затим у Анкару, док је већина његових трупа имала задатак да продре у срце земље и да је опустоши. Започео је опсаду Анкаре, када је султан Бајазит I, одвојен од остатка своје војске, изненада су га напали.
У врху османске државе постојале су велике разлике. Велики везир Џандарли Али предлагао је да се непријатељ измори ноћним нападима и опсадом. Беглербег Румелије, Фируз-бег залагао се, насупрот томе, за битку. Његово мишљење је превладало, и битка се одиграла 28. јуна 1402. године, на пољу Чибукова.
Битка је била дуга и пуна преокрета, али је осипање трупа код султана Бајазита I брзо угасило наду да ће победити; трупе из анадолских емирата придружиле су се својим вођама, окупљеним око Тимура, значајно ослабивши дејство десног крила. Ослабљено одметањима, десетковано, лево крило је такође посустало, док су Тимурове трупе напредовале. Процењујући да је битка изгубљена, Али-паша је наредио повлачење, у бег са собом повео је и принца Сулејмана, најстаријег Бајазитовог сина: то је био прави преврат у палати. Мурат-паша, јаничарски ага, као и друге значајне личности, отпратили су претендента у престоницу у Бурсу, а затим у Европу. Што се тиче других Бајазитових синова, Мехмеда су емири Амасије одвели у тај град, док су се Иса и Муса спасили са својим трупама. Одолевале су само српске трупе, међутим, јаничарима окружен султан Бајазит I одбио је да напусти бојно поље, те је и кнез Стефан Лазаревић већ одлучио да га напусти и покрије Сулејманово узмицање. Усред повлачења, појавили су се наговештаји очувања државе, који заслужују да буду забележени. Коначно, присиљен на бег, султан Бајазит I је ухваћен и заробљен и његова се владавине завршила катастрофом без преседана.

## Међувлашће (1402—1413)
Десет година које су уследиле након пораза код Анкаре биле су веома тешке. Султан Бајазит I је за собом оставио четири сина нестрпљива да заузму његово место: Сулејмана, Мехмеда, Ису и Мусу. Османска држава се разјединила.
Иако је пораз проузроковао пад и расуло, османске снаге нису биле сломљене у потпуности. Кан Тимур је најпре желео да их уништи и да се дочепа наследника, Сулејмана. Али док су војници у потрази за њим стигли у Бурсу, 3. августа 1402. године, бегунац је имао времена да се докопа ризнице и да се упути у правцу Босфора. Мореуз је обезбеђивала лига коју су створили Млечани. Они су били спремни да зажмуре и пусте Турке да пређу у Тракију, иако је то представљало кршење споразума склопљеног са каном Тимуром. Међутим, Ђеновљани су прихватили да помогну Сулејману, и њихов пример су ускоро сви следили. Најстарији Бајазитов син је поново постао господар Румелије, мореузом заштићен од непријатеља.
За то време су Тимурове трупе попалиле Бурсу, а затим су, пре него што су почеле да чисте обале, почеле пустошење Јенишехира и Изника. Искористивши то одлагање, османске и српске трупе прешле су Дарданеле. Ширећи терор, Тимурови војници су палећи и уништавајући заузели Малу Азију, али су повремено наилазили и на неочекиван отпор. Хришћани су се плашили напада. Њихова процена је била погрешна, јер је кан Тимур желео да на свој начин поново успостави ред у тој области, а други послови су га звали у Азију. Пре него што је кренуо, започео је опсаду Смирне. Побеђени, витезови Јовановци са Родоса побегли су својим бродовима, док је град разорен, а хришћанско становништво побијено.
Кан Тимур је примио амбасадоре које су му послала два Фокејца, Ђеновљани са Хиоса и Иса, Бајазитов син, који се сместио у Бурси, када је освајач отишао. Он је позвао Сулејмана да изађе пред њега или да му плати трибут, те је примио изасланике и поклоне. Не желећи смрт грешника, кан Тимур је одлучио да их остави да сви заједно живе, те да се међусобно униште. Сулејман је тако задржан на територији Румелије, Иса у Бурси и у својој области, а Мехмед у области Амасије и Токата, одакле је било немогуће померити га, чак ни оружјем.
Династија Османоглу је опстала, али је њен султанат био подељен, те је остао без анадолских емирата који су враћени династијама: Гермијан, Караман, Џандар, Сарухан, Теке, Ментеше... Користећи старе структуре власти, за које се показало да су популарне, кан Тимур је поделио територију; да би лакше владао. С друге стране, да би отклонио опасност од поновног успона Османлија, он је дао велику власт караманској династији, чија се територија доста увећала, појачавши њихов значај, и од тада је обухватила читаву област код завоја који прави река Сакарија, протежући се између Бурсе и Анкаре. Решивши на тај начин велики проблем у Анадолији, кан Тимур се упутио ка Азији. Са собом је повео султана Бајазита I, који је умро на путу, у Акшехиру, 9. марта 1403. године.
За Османлије, ситуација није била тако страшна као што је изгледало. Румелија, у којој је владао емир Сулејман, и уз кога је била административна елита државе, остала је недирнута. Тимурови походи, са свим страхотама које је он чинио и са грађанским ратом који је уследио, имали су за последицу велики талас избеглица, који су убрзали туркизацију земље. У Анадолији, емир Мехмед се доста добро учврстио у својој неосвојивој тврђави Амасији. Сасвим је извесно да су обојица морали да признају Тимурову врховну власт. Али, тешкоће са којима се суочила Тимурова војска после битке код Анкаре, нарочито у погледу емира Мехмеда, показале су да је Османско царство већ постало стварност у Малој Азији.

## Породица
Супруге
Султан Бајазит I је имао најмање девет жена:
- Фулане Хатун. Кћи Константина Дејановића од Велбужда, удала се за принца Бајазита 1372. године, док се њена старија сестра удала за султана Мурата I, а друга њена сестра удала се за принца Јакуба Челебија, сина Муратовог и полубрата Бајазитовог.
- Ангелина Хатун, Грчка племкиња, ослободио ју је кан Тимур и предао краљу Енрикеу III Кастиљском. Касније се удала за Дијега Гонзалеса из Контрераса.
- Девлетшах Хатун, (око 1365 - 23. јануар 1414. године). Кћи бега Сулејмана од Гермијана и Мутахаре Абиде Хатун, унуке Румијеве, удала се за принца Бајазита 1378. године.
- Ћерка цара Јована V Палеолога и царице Јелене Кантакузин. Удала се за принца Бајазита 1386. године.[25]
- Марија Хатун, Марија Фадрике (1370 - 1394). Ћерка Луја Фадрикeа и Jелене Асeн Кантакузин, ушла је у Бајазитов харем између 1393. и 1394. године. Умрла је, можда и погубљена, 1394. године.[22][26]
- Хафизе Хатун, Кћи Фахредина Иса бега од Ајдина, удала се за султана Бајазита I 1390. године.
- Султан Хатун, (Марија Хатун), Ћерку мађарског грофа Јаноша, кан Тимур је ослободио и предао краљу Енрикеу III Кастиљском. Касније се удала за Пајоа Гомеза де Сото градоначелника.
- Деспина Оливера Хатун (Оливера Лазаревић), (1372 – 1444). Српска кнегиња, ћерка српског кнеза Стефана Лазара Хребељановића и кнегиње Милице Немањић, удала се за султана Бајазита I 1390. године. Била је Бајазитова омиљена супруга, али је била крајње непопуларна на османском двору и народу: оптужена је за подмићивање султана Бајазита I и уношење алкохола у двор. Заробио ју је кан Тимур заједно са њеним мужем и вероватно приморао да му служи гола.
- Девлет Хатун, (умрла 1422. године). Робиња конкубина, мајка султана Мехмеда I.

Мушка деца
Султан Бајазит I је имао најмање дванаест синова:
- Принц Ертугрул Челебија, (1376[23] –1400[30]), валија од Ајдина. Рођен је у Кутаји. Учествовао је у походу на Чандар и борио се у бици код Киркдилима, 20. јула 1391 године. Узрок смрти је непознат и сахрањен је у Бурси.
- Принц Иса Челебија (1380[31] − 1406), син Девлетшах Хатун. Гувернер Анадолије, претендент на османски трон током Османског међувлашћа.
- Принц Мустафа Челебија (1380[23] − 1402. или 1422. године), претендент на османски престо за време владавине султана Мехмеда I и султана Мурата II.
- Султан Муса Челебија (1388 − 1413), син Девлетшах Хатун. Румелијски емир, претендент на османски престо током Османског међувлашћа.
- Принц Ибрахим Челебија.
- Принц Касим Челебија, емир Сулејман Челеби га је послао као таоца у Цариград заједно са његовом пунолетном сестром, Фатмом Хатун, по налогу цара Манојла II. Имао је сина Орхана Челебија.
- Принц Јусуф Челебија, емир Сулејман Челебија га је послао као таоца у Цариград по налогу цара Манојла II, где је прешао у хришћанство и променио име у Димитрије.
- Принц Хасан Челебија, још увек дете у време очеве смрти, убијен је током грађанских ратова између његове старије браће.
- Султан Сулејман Челебија (1377[32] − 1411), Румелијски емир, претендент на османски престо током Османског међувлашћа.
- Принц Омер Челебија.
- Султан Мехмед I Челебија (1386 − 1421), син Девлет Хатун. Гувернер Анадолије, победио је у грађанским ратовима током Османског међувлашћа и касније постао султан.
- Коркуд Челеби.

Женска деца
Султан Бајазит I је имао шест кћерки:
- Султанија Хунди (1375 — 1430); ћерка Девлетшах-хатун. Удата је за Шејха Шемседин Мехмета 1390. године, са којим је имала четири сина укључујућ и наследника емира Алија и неколико кћери, две близнакиње. Легенда каже да су се султанија Хунди и Сеид венчали у тајности након што су имали визију Мухамеда, а да је султан Бајазит I прихватио њихов брак тек након што је његов зет „чудесно“ спасен од војника послатих да га убију. Према другој верзији, Сеид, гост султана Бајазита I, искористио је његово одсуство са двора да заведе султанију Хунди и ожени је. Сви су помрли од куге 1429. године у Бурси.
- султанија Фатма (1393 — 1417); emir Сулејман Челеби ју је послао као таоца у Цариград заједно са њеним пунолетним братом, Касимом Челебијем, по налогу цара Манојла II, на крају ју је спасио султан Мехмед I. Удата за неког санџакбега 1413. године. Умрла на порођају.
- Султанија Ерхунди; удата за Јакуб-бега 1406. године, сина Парс - бега.[34] С њим је имала два сина.Године 1393. вођени су преговори око удаје за краља Ладислава Напуљског, који је желео помоћ Османлија против краља Сигисмунда Угарског, али брак никада није остварен због клаузуле која је захтевала султанијин прелазак на хришћанство.[35][36]
- Кћи непознатог имена- (1391-?)-старија ћерка Оливере Лазаревић. Заробљена са родитељима и сестром . Удата 1403. године за Абубакир Мирзу (умро 1408), с ким је живела у Самарканду, где је и умрла.
- Султанија Мелек (1392 —?); ћерка султаније Оливере Лазаревић. Била је у заробљеништву са родитељима и сестром 1402. године. У Самарканду се 1403. удала за Шемседина Мехмеда, сина емира Џелалудина Ислама,[37] Тимуровог генерала
- Султанија Уруз[34] (1395? —?), млађа ћерка султаније Оливере Лазаревић.Године 1403. удала се за Абу Бакр Мирзу, сина Мирзе Џелаледина Мираншаха, Тимуровог сина. Имала је ћерку по имену Ајше Хатун.[34]

## Личност
Према британском оријенталисти, лорду Кинросу, султана Бајазита I су одликовале брзина, импулсивност, непредвидљивост и непромишљеност. Мало је марио за државне послове, које је поверио својим гувернерима. Како пише Кинрос, султан Бајазит I се између кампања често бавио задовољствима: прождрљивошћу, пијанством и развратом. Султанов двор је био познат по својој раскоши и био је упоредив са византијским двором током свог процвата.
Истовремено, султан Бајазит I је био талентован командант. Упркос жудњи за земаљским задовољствима, султан Бајазит I је био религиозан човек и сате је проводио у својој личној џамији у Бурси. У својој близини је држао и исламске теологе.
По речима савременог грчког историчара Дуке:
"(Бајазит) је био човек од страха, брз у ратним делима, прогонитељ хришћана као нико други око њега, а у вери Арапа најватренији ученик Мухамеда, чије су се незаконите заповести до крајности поштовале, никада није спавао, проводећи своје ноћи измишљајући сплетке и махинације против разумног Христовог стада... Његова сврха је била да повећа број људи. нацију пророка и да смањи ону Римљана. Многе градове и покрајине додао је муслиманској власти".

## Еволуција владавине
Султан Бајазит I је успео да прошири територију Османског царства до Дунава и Еуфрата. Међутим, његова владавина је кулминирала понижавајућим поразом код Анкаре, чиме је царство сведено на величину бејлика из Орхановог времена. Ову малу територију кан Тимур је поделио између два Бајазитова сина и многи бејлици су повратили своју независност. Пораз код Анкаре означио је почетак османског међувлашћа, који је трајао 10 година.

## У фикцији
Бајазитов пораз постао је популарна тема каснијих западноевропских писаца, композитора и сликара. Они су улепшали легенду да га је кан Тимур одвео у Самарканд са поставом ликова како би створио оријенталну фантазију која је задржала своју привлачност током година. Драма Кристофера Марлоуа Тамбурлен Велики први пут је изведена у Лондону 1587. године, три године након формалног отварања енглеско-османских трговинских односа када је Вилијам Харборн отпловио за Константинопољ као агент компаније Левант.
Године 1648. у Лондону се појавила драма Le Gran Tamerlan et Bejezet од Жана Мањона, а 1725. Хендлов Тамерлано је први пут изведен и објављен у Лондону; Вивалдијева верзија приче, Бајазет, написана је 1735. године. Бајазит интригантна жена и ћерка; Хендлово и Вивалдијево извођење укључивало је, као и Тамерлана и Бајазита и његову ћерку, византијског принца и принцезу од Трапезунта (Трабзона) у страсној љубавној причи. Циклус слика у Сцхлосс Егенберг, близу Граца у Аустрији, превео је тему на другачији медиј; ово је завршено 1670-их, мало пре него што је османска војска напала Хабзбурговце у централној Европи.
Историјски роман Велика срамота (1921. године) Харолда Ламба фокусира се на потрагу свог европског хероја да добије помоћ кана Тамерлана и победи султана Бајазита I. Султан Бајазит I (пише се Бајазид) је централни лик у причи Роберта Е. Хауарда Господар Самарканда, где је извршио самоубиство на Тамерлановом победничком банкету. Султан Бајазит I је главни лик у роману Византијски зидови (2013. године) Џејмса Хениџа.

## Популарна култура
Његов лик се појављује у следећим филмовима:
- Бој на Косову (1989) у ком Бајазита као учесника Косовске битке тумачи глумац Бранислав Лечић.
- Војвода Мирча (1989) у ком Бајазита као султана и учесника битака код Ровина , Никопоља и Ангоре тумачи румунски глумац Јон Ритију.
- Пут Ружама Посут (2013) у ком Бајазита као супруга Оливере Лазаревић тумачи Иван Јевтовић.

На 29. степену шкотског обреда, северне масонске јурисдикције, султан Бајазит I се појављује као централна фигура у драми која је историјска фикција.

## Породично стабло
| \| \| \| \| \| \| \| \| \| \| \| 8. Осман I \| \| \| \| \| \| \| \| \| \| \| \| \| \| \| \| \| \| \| \| \| \| \| \| \| \| \| \| \| \| \| \| \| \| \| \| \| \| \| \| \| \| \| \| \| \| \| \| \| \| \| 4. Орхан \| \| \| \| \| \| \| \| \| \| \| \| \| \| \| \| \| \| \| \| \| \| \| \| \| \| \| \| \| \| \| \| \| \| \| \| \| \| \| \| \| \| \| \| \| \| \| \| \| \| \| \| \| \| \| \| \| \| \| \| 9. Малхун Хатун \| \| \| \| \| \| \| \| \| \| \| \| \| \| \| \| \| \| \| \| \| \| \| \| \| \| \| \| \| \| \| \| \| \| \| \| \| \| \| \| \| \| \| \| \| \| \| \| \| \| \| \| \| \| \| \| \| \| \| \| 2. Мурат I \| \| \| \| \| \| \| \| \| \| \| \| \| \| \| \| \| \| \| \| \| \| \| \| \| \| \| \| \| \| \| \| \| \| \| \| \| \| \| \| \| \| \| \| \| \| \| \| \| \| \| \| \| \| \| \| \| \| \| \| \| \| \| \| \| \| \| \| \| \| \| \| \| \| \| \| \| \| \| \| \| \| \| \| \| \| \| \| \| \| \| \| \| \| \| \| \| \| \| \| \| \| \| \| \| \| \| \| \| \| \| \| \| \| \| \| \| \| \| \| 5. Нилуфер Хатун \| \| \| \| \| \| \| \| \| \| \| \| \| \| \| \| \| \| \| \| \| \| \| \| \| \| \| \| \| \| \| \| \| \| \| \| \| \| \| \| \| \| \| \| \| \| \| \| \| \| \| \| \| \| \| \| \| \| \| \| \| \| \| \| \| \| \| \| \| \| \| \| \| \| \| \| \| \| \| \| \| \| \| \| \| \| \| \| \| \| \| \| \| \| \| \| \| \| \| \| \| \| \| \| \| \| \| \| \| \| \| \| \| \| \| \| \| \| \| \| 1. Бајазит I \| \| \| \| \| \| \| \| \| \| \| \| \| \| \| \| \| \| \| \| \| \| \| \| \| \| \| \| \| \| \| \| \| \| \| \| \| \| \| \| \| \| \| \| \| \| \| \| \| \| \| \| \| \| \| \| \| \| \| \| \| \| \| \| \| \| \| \| \| \| \| \| \| \| \| \| \| \| \| \| \| \| \| \| \| \| \| \| \| \| \| \| \| \| \| \| \| \| \| \| \| \| \| \| \| \| \| \| \| \| \| \| \| \| \| \| \| \| \| \| \| \| \| \| \| \| \| \| \| \| \| \| \| \| \| \| \| \| \| \| \| \| \| \| \| \| \| \| \| \| \| \| \| \| \| \| \| \| \| \| \| \| \| \| \| \| \| \| \| \| \| \| \| \| \| \| \| \| \| \| \| \| \| \| \| \| \| \| \| \| \| \| \| \| \| \| \| \| \| \| \| \| \| \| \| \| \| \| \| \| \| \| \| \| \| \| \| \| \| \| \| \| \| \| \| \| \| \| \| \| \| \| \| \| \| \| \| \| \| \| 3. Гулчичек Хатун \| \| \| \| \| \| \| \| \| \| \| \| \| \| \| \| \| \| \| \| \| \| \| \| \| \| \| \| \| \| \| \| \| \| \| \| \| \| \| \| \| \| \| |                   |  |  |  |  |  |  |  |  |            |  |  |  |
| |                   |  |  |  |  |  |  |  |  | 8. Осман I |  |  |  |
| |                   |  |  |  |  |  |  |  |  |            |  |  |  |
| |                   |  |  |  |  |  |  |  |  |            |  |  |  |
| |                   |  |  |  |  |  |  |  |  |            |  |  |  |
| | 4. Орхан          |  |  |  |  |  |  |  |  |            |  |  |  |
| |                   |  |  |  |  |  |  |  |  |            |  |  |  |
| |                   |  |  |  |  |  |  |  |  |            |  |  |  |
| |                   |  |  |  |  |  |  |  |  |            |  |  |  |
| | 9. Малхун Хатун   |  |  |  |  |  |  |  |  |            |  |  |  |
| |                   |  |  |  |  |  |  |  |  |            |  |  |  |
| |                   |  |  |  |  |  |  |  |  |            |  |  |  |
| |                   |  |  |  |  |  |  |  |  |            |  |  |  |
| | 2. Мурат I        |  |  |  |  |  |  |  |  |            |  |  |  |
| |                   |  |  |  |  |  |  |  |  |            |  |  |  |
| |                   |  |  |  |  |  |  |  |  |            |  |  |  |
| |                   |  |  |  |  |  |  |  |  |            |  |  |  |
| |                   |  |  |  |  |  |  |  |  |            |  |  |  |
| |                   |  |  |  |  |  |  |  |  |            |  |  |  |
| |                   |  |  |  |  |  |  |  |  |            |  |  |  |
| |                   |  |  |  |  |  |  |  |  |            |  |  |  |
| | 5. Нилуфер Хатун  |  |  |  |  |  |  |  |  |            |  |  |  |
| |                   |  |  |  |  |  |  |  |  |            |  |  |  |
| |                   |  |  |  |  |  |  |  |  |            |  |  |  |
| |                   |  |  |  |  |  |  |  |  |            |  |  |  |
| |                   |  |  |  |  |  |  |  |  |            |  |  |  |
| |                   |  |  |  |  |  |  |  |  |            |  |  |  |
| |                   |  |  |  |  |  |  |  |  |            |  |  |  |
| |                   |  |  |  |  |  |  |  |  |            |  |  |  |
| | 1. Бајазит I      |  |  |  |  |  |  |  |  |            |  |  |  |
| |                   |  |  |  |  |  |  |  |  |            |  |  |  |
| |                   |  |  |  |  |  |  |  |  |            |  |  |  |
| |                   |  |  |  |  |  |  |  |  |            |  |  |  |
| |                   |  |  |  |  |  |  |  |  |            |  |  |  |
| |                   |  |  |  |  |  |  |  |  |            |  |  |  |
| |                   |  |  |  |  |  |  |  |  |            |  |  |  |
| |                   |  |  |  |  |  |  |  |  |            |  |  |  |
| |                   |  |  |  |  |  |  |  |  |            |  |  |  |
| |                   |  |  |  |  |  |  |  |  |            |  |  |  |
| |                   |  |  |  |  |  |  |  |  |            |  |  |  |
| |                   |  |  |  |  |  |  |  |  |            |  |  |  |
| |                   |  |  |  |  |  |  |  |  |            |  |  |  |
| |                   |  |  |  |  |  |  |  |  |            |  |  |  |
| |                   |  |  |  |  |  |  |  |  |            |  |  |  |
| |                   |  |  |  |  |  |  |  |  |            |  |  |  |
| | 3. Гулчичек Хатун |  |  |  |  |  |  |  |  |            |  |  |  |
| |                   |  |  |  |  |  |  |  |  |            |  |  |  |
| |                   |  |  |  |  |  |  |  |  |            |  |  |  |

## Секундарна литература
- İnalcık, Halil (1960). „"Bāyazīd"”.  Ур.: Gibb, H. A. R.; Kramers, J. H.; Lévi-Provençal, E.; Schacht, J.; Lewis, B. & Pellat, Ch. The Encyclopaedia of Islam, Second Edition.. Volume I: A–B. Leiden: E. J. Brill. „Bāyazīd”: 1117—1119. OCLC 495469456. doi:10.1163/1573-3912_islam_SIM_1302..
- Harris, Jonathan (јануар 2010). The End of Byzantium. Yale University Press. ISBN 978-0-300-11786-8.
- Imber, Colin (2009). The Ottoman Empire, 1300–1650: The Structure of Power Imber, Colin (26. 8. 2009). The Ottoman Empire, 1300-1650: The Structure of Power (2nd изд.). New York: Palgrave Macmillan. ISBN 978-0-230-57451-9.
- Kastritsis, Dimitris J. (2007). The Sons of Bayezid: Empire Building and Representation in the Ottoman Civil War of 1402-1413. BRILL. ISBN 978-90-04-15836-8.
- Nicolle, David (1999). Nicopolis 1396: The Last Crusade. Oxford: Osprey Book. ISBN 978-1-85532-918-8.